# Réginald Forbes
Réginald Arthur Villiers Forbes est un joueur de tennis britannique né le 18 novembre 1865 à Brompton ou à Chatham (ville limitrophe) et mort le 20 février 1952 à Dinard,,.

## Biographie
Réginald Forbes est le premier fils du Colonel Henry Villiers Forbes et d'Ethel Mary Jemima Kendall (morte à Cannes le 5 septembre 1917 à 74 ans),.
Il a fréquenté la Charterhouse School et a été étudiant à Oxford en 1884.
En 1902, il est membre de la Société sportive de l'Île de Puteaux (SSIP). Dans les années 1920, il occupe le poste de vice-président de la Fédération française de tennis.
Il est le deuxième mari de la comtesse Hongroise Ilona Csaky joueuse de tennis. Ils se sont mariés à Wiesbaden en Allemagne en 1931, ils n'ont pas eu d'enfants et ont vécu alternativement en France, en Angleterre et en Suisse,,

## Carrière
Réginald Forbes a notamment remporté le double mixte au Championnat de France (ouvert aux étrangers licenciés dans un club français) en 1902 et 1903 avec Hélène Prévost. En 1902, il atteint les quarts de finale et perd contre Marcel Vacherot (6-3, 9-7).
Il a joué le tournoi de Dinard presque tous les ans de 1889 à 1910. Il a également joué des tournois au Royaume-Uni (Tournoi du Queen's indoor et à Reading), en Suisse (Saint Moritz), en Allemagne (Hombourg).

## Palmarès (partiel)

### Titres en simple
- 1900 : Saint Servan, contre J. K. Frost (3-6, 6-2, 6-4, abandon)
- 1901 : Saint Servan, contre Henry Evered (4-6, 6-3, 6-1, 6-3)
- 1902 : Saint Servan, contre Arnold Herschell (8-10, 8-6, 1-6, 6-4, 6-3)
- 1902 : Dinard, contre Henry Evered par forfait

### Finales de simple perdues
- 1889 : Dinard, perd contre Arthur Gore (6-4, 6-3, 6-3)
- 1890 : Dinard, perd contre Horace Chapman (2-6, 2-6, 6-0, 6-0, 6-1)
- 1895 : Bad Homburg vor der Höhe, perd contre William Cranston (6-0, 6-3, 6-1)
- 1903 : Dinard, perd contre Wilberforce Eaves (3-6, 6-2, 6-3, 6-1)